# 钦本立
钦本立（1918年8月13日—1991年4月15日），中國记者、编辑，曾担任上海《世界经济导报》（已停刊）的总编辑。浙江长兴泗安人，蒙古族。笔名林沧白、里甫。

## 生平

### 求學期
1918年农历七月初七生于浙江长兴。家中长子，有一个弟弟钦本廉和两个妹妹。在湖州念完小学。1936年入读当时的名牌学校——杭州高中。1939年4月在碧湖联中高中部力推“反对压制、要求民主”的学潮，驱逐当时的训育主任沈咸震，后被省教育厅开除，理由是“思想偏激、行为不轨”，为联中“七君子”之一。
抗战时期考入朝阳大学攻读法律专业。由于参加并组织了当时的学生运动，在大学三年级时被学校开除了学籍。

### 職業生涯
1944年8月起，在一些新闻工作者的提携下，先后在《时事新报》、重庆的《商报》和《商务日报》等报社工作。
1946年抗战胜利后活跃于上海新闻界。在上海《文汇报》、《经济周报》、《工商天地》担任记者、编辑职务，一度兼任香港《文汇报》驻上海记者站的工作，并为上海《时与文》、《展望》、《时代日报》等报刊撰稿。
1949年加入中国共产党。同年5月，上海戰役后，任《解放日报》财经组组长，后任《新闻日报》采访部主任。1951年赴任北京《人民日报》财经部、国际部。1956年9月返回上海，任《文汇报》党组书记、副总编辑。
1957年《文汇报》响应中共中央大鸣大放号召，积极向中共提意见，遭到毛泽东点名批评。《文汇报》被定性为右派报纸，钦本立被调离《文汇报》，被处分留党察看两年、行政降三级。后在《解放》杂志做编辑、市委政策研究室研究员、华东局内刊编辑部编辑。文革开始后，被下放到位于上海郊区奉贤县的一个“五七”农场劳动改造。此前还被红卫兵关了七个月的“牛棚”。1978年文革结束后获得平反，于12月调入上海社会科学院，先后任职院党委委员、上海社会科学院世界经济研究所党委书记、副所长以及《社会科学》杂志主编。
1980年6月，在钱俊瑞的倡导下，主持创办了《世界经济导报》，任总编辑。1989年4月26日，因拟在《世界经济导报》上刊载纪念胡耀邦的文章，遭遇停刊卸职，余生处于软禁状态。
1991年3月29日，上海市社科院党委书记在钦本立的病床前，宣布了对其留党察看两年。1991年4月15日，钦本立因胃癌转移至肝部于上海华东医院逝世，享年73岁，留下了“导报精神不死”的遗言。